# Erebia italica
Erebia italica är en fjärilsart som beskrevs av Freyer 1880. Erebia italica ingår i släktet Erebia och familjen praktfjärilar. Inga underarter finns listade i Catalogue of Life.